# Polygonia kultukensis
Polygonia kultukensis är en fjärilsart som beskrevs av Otto Kleinschmidt 1929. Polygonia kultukensis ingår i släktet Polygonia och familjen praktfjärilar. Inga underarter finns listade i Catalogue of Life.